# Carcelia mirabilis
Carcelia mirabilis är en tvåvingeart som först beskrevs av Townsend 1919.  Carcelia mirabilis ingår i släktet Carcelia och familjen parasitflugor.
Artens utbredningsområde är Tyskland. Inga underarter finns listade i Catalogue of Life.